# 15946 Сатінскі
15946 Сатінскі (15946 Satinský) — астероїд головного поясу, відкритий 8 січня 1998 року.
Тіссеранів параметр щодо Юпітера — 3,363.